# I Me Mine
I Me Mine is een nummer van The Beatles, oorspronkelijk verschenen op het album Let It Be. Het is geschreven door George Harrison. Als laatste nieuwe nummer dat opgenomen is voor het uiteenvallen van de band, gaat het over de verzuring van de relaties tussen de bandleden.

## Beschrijving en achtergrond
In januari 1969 waren de bandleden reeds van elkaar vervreemd. In de film Let It Be van Michael Lindsay-Hogg is een scène te zien waarin Harrison en Paul McCartney verwikkeld zijn in een woordenwisseling op 10 januari. Harrison verliet daarop de band. Toen de bandleden het nummer opnamen, een week voor Harrisons vertrek, was John Lennon niet aanwezig omdat hij op vakantie in Denemarken was met zijn vrouw Yoko Ono.
Naast de spanningen tussen de bandleden was het hindoeïsme en de zoektocht naar het Ego (in de betekenis van het hindoeïsme) een belangrijke inspiratiebron. Harrison was vaak beïnvloed door Indische wijsheden. Vaak vertaalde zich dit in het gebruik van Indische instrumenten, zoals tanpura, sitar, en andere instrumenten in Within You Without You, of de sitar in Tomorrow Never Knows. In het geval van I Me Mine gaat het echter uitsluitend over de thematiek.
In 1980 werd Harrisons autobiografie gepubliceerd. Het kreeg de naam I, Me, Mine, een verwijzing naar het gelijknamige nummer.

## Structuur
De strofe van I Me Mine is duidelijk verschillend van het refrein. De strofe is een soort wals in een 6/8 maatsoort. Het refrein, daarentegen, klinkt eerder als bluesrock en is geschreven in een 4/4 maatsoort.

## Opname
Deze laatste opname van The Beatles speelde Harrison voor voor Ringo Starr op 3 januari, de dag nadat Harrison het lied gecomponeerd had. De drie bandleden die zich in de studio bevonden - Harrison, McCartney en Starr - speelden het diezelfde dag in. Uiteindelijk duurde de opname slechts 1:43. Producer Phil Spector besloot daarop om het stuk tussen 0:31 en het einde te kopiëren en het op 1:20 te plakken. Hij voegde ook orkestrale elementen toe aan het nummer. Spector's werkwijze om zulke orkestrale elementen toe te voegen aan de nummers op Let It Be werd vooral berucht in de toevoeging op The Long and Winding Road. De 'gestripte' versies van de nummers werden uiteindelijk in 2003 uitgebracht als Let It Be... Naked. Acht dagen na toevoeging van het orkest op I Me Mine door Spector, kondigde McCartney officieel aan dat The Beatles niet meer bestond. Alle bandleden beschouwden het nummer als een onbelangrijk nummer bedoeld om het album rond te krijgen ('filler'). Philippe Margotin noemde het nummer echter "a beautiful song, melodious and subtle" ("een prachtig nummer, melodieus en subtiel").
De opname die terechtkwam op het verzamelalbum Anthology 3 duurt minder dan twee minuten, en bevat een humoristische verwijzing door Harrison naar Lennons vertrek door The Beatles te vergelijken met de Engelse popgroep Dave Dee, Dozy, Beaky, Mick & Tich.

## Muzikanten
Bezetting volgens Ian MacDonald
- George Harrison – zang, akoestische gitaren, leadgitaar
- Paul McCartney – zang, basgitaar, hammondorgel, elektrische piano
- Ringo Starr – drums
- Orkest zonder vernoeming met naam - 18 violen, 4 altviolen, 4 celli, 1 harp, 3 trompetten, 3 trombones